# Ріваленсундет
78°48′32″ пн. ш. 27°21′54″ сх. д. / 78.80888889° пн. ш. 27.365° сх. д.
Ріваленсундет (норв. Rivalensundet) — протока на архіпелазі Шпіцберген, що відокремлює Конгсьойю від Свенскейї на Землі Конг Карла . Його ширина становить близько 14 морських миль. Згідно з історичними даними, протока була відкрита в 1859 році, а вперше відпливла в 1889 році. Він названий на честь судна Rivalen .